# Conseil national (Turkménistan)
Pour les autres articles nationaux ou selon les autres juridictions, voir Conseil national.
Le Conseil national (en turkmène : Milli Geňeş) est l'organe législatif bicaméral de la  république du Turkménistan de 2021 à 2023. 
Le Conseil national est composé :
- d'une chambre haute, le Conseil du peuple ;
- d'une chambre basse, l'Assemblée du Turkménistan.

## Histoire
Il est créé en 2021 à la suite de l'établissement du bicamérisme dans le pays.
Le 11 janvier 2023, une réunion conjointe des deux chambres du Conseil national annonce le retour à un parlement monocaméral — composé de l'Assemblée — et l'abolition du Conseil du peuple en tant que chambre législative. Cette dernière redevient un organe indépendant doté de larges pouvoirs comme celui de modifier la Constitution ainsi que de déterminer la politique étrangère et intérieure du pays,.
Les deux chambres approuvent ces changements à l'unanimité lors d'une session conjointe le 21 janvier 2023,.